# Ruodmann von Reichenau
Ruodmann (* im 10. Jahrhundert; † 1. August 985  in Reichenau) war von 972 bis 985 Abt des Klosters Reichenau.

## Leben
Ruodmann war Mönch der Reichenau und galt als reformerischer Reichenauer Abt und Vertreter der Gorzer Reformbewegung (Ordo Gorzensis). Ruodmann wurden gute Verbindungen zum ottonischen Herrscherhaus attestiert.
Abt Ruodmann bestattete 973 Burchard III., Herzog von Schwaben, in der – heute nicht mehr existenten – Erasmus-Kapelle der Kirche Sankt Georg auf der Reichenau.
Als Abt erhielt er große Schenkungen der letzten Nachkommen der beiden mächtigsten schwäbischen Geschlechter, der Alaholfinger und der Burkhardinger. So konnte er den Klosterbesitz außerordentlich vermehren und ein tragfähiges wirtschaftliches Fundament für eine zweite künstlerische Blüte der Reichenau bereiten. Unter den Äbten Eggehard I., Ruodman und Witigowo erreichte die Reichenauer Buchmalerei ihren künstlerischen Höhepunkt.